# Campeonato Europeo de Ciclismo en Grava de 2023
El I Campeonato Europeo de Ciclismo en Grava se celebró en Oud-Heverlee (Bélgica) el 1 de octubre de 2023 bajo la organización de la Unión Europea de Ciclismo (UEC) y la Federación Belga de Ciclismo.

## Medallistas
| Evento    | Oro                          | Plata                        | Bronce                  |
| --------- | ---------------------------- | ---------------------------- | ----------------------- |
| Masculino | Jasper Stuyven · Bélgica     | Tim Merlier · Bélgica        | Paul Voß · Alemania     |
| Femenino  | Lorena Wiebes · Países Bajos | Fem van Empel · Países Bajos | Elena Cecchini · Italia |

### Masculino
| Puesto            | Ciclista           | País            | Tiempo  |
| ----------------- | ------------------ | --------------- | ------- |
| Medalla de oro    | Jasper Stuyven     | Bélgica         | 4:16:27 |
| Medalla de plata  | Tim Merlier        | Bélgica         | 4:17:48 |
| Medalla de bronce | Paul Voß           | Alemania        | 4:17:48 |
| 4                 | Gianni Vermeersch  | Bélgica         | 4:17:48 |
| 5                 | Florian Vermeersch | Bélgica         | 4:17:49 |
| 6                 | Petr Vakoč         | República Checa | 4:17:50 |
| 7                 | Bert Van Lerberghe | Bélgica         | 4:20:47 |
| 8                 | Frederik Raßmann   | Alemania        | 4:20:48 |

### Femenino
| Puesto            | Ciclista             | País         | Tiempo  |
| ----------------- | -------------------- | ------------ | ------- |
| Medalla de oro    | Lorena Wiebes        | Países Bajos | 3:50:14 |
| Medalla de plata  | Fem van Empel        | Países Bajos | 3:50:14 |
| Medalla de bronce | Elena Cecchini       | Italia       | 3:50:17 |
| 4                 | Barbara Guarischi    | Italia       | 3:55:10 |
| 5                 | Pauliena Rooijakkers | Países Bajos | 3:59:08 |
| 6                 | Tessa Neefjes        | Países Bajos | 3:59:49 |
| 7                 | Giada Borghesi       | Italia       | 3:59:49 |
| 8                 | Marthe Truyen        | Bélgica      | 3:59:50 |

## Medallero
| Núm. | País         | Oro | Plata | Bronce | Total |
| ---- | ------------ | --- | ----- | ------ | ----- |
| 1    | Bélgica      | 1   | 1     | 0      | 2     |
| 1    | Países Bajos | 1   | 1     | 0      | 2     |
| 3    | Alemania     | 0   | 0     | 1      | 1     |
| 3    | Italia       | 0   | 0     | 1      | 1     |
|      | TOTAL        | 2   | 2     | 2      | 6     |